# 23
سنة 23 م (بالأرقام الرومانية: XXIII) كانت سنة بسيطة تبدأ يوم الجمعة (الرابط يظهر نموذج الجدول الزمني الكامل للسنة) من التقويم اليولياني. بدأت تسمية السنة ب23 منذ العصور الوسطى المبكرة، عندما أصبح تقويم أنو دوميني هو الأسلوب السائد في أوروبا لتسمية السنوات.

## مواليد
- بلينيوس الأكبر

## وفيات
- يوبا الثاني